# أولاد الفرح (مغراوة)
أولاد الفرح هي إحدى مشيخات المملكة المغربية، تتبع جغرافيا لإقليم تازة وإداريًا لمغراوة. يقدر عدد سكانها بـ 2059 نسمة حسب الإحصاء الرسمي للسكان والسكنى لسنة 2004.